# Александар Јоан Куза
Александру Јоан Куза, познат и као кнез Александру Јоан I (Хуши, 20. март 1820 — Хајделберг, 15. мај 1873), био је оснивач и први кнез Румуније (1859–1866).
За време његове владавине уједињене су Молдавија и Влашка. Зачетник је аграрне реформе и еманципације сељака у Румунији. Под притиском бојара незадовољних демократским реформама, приморан да абдицира и напусти земљу. Наследио га Карол I, принц од Хоенцолерна.

## Биографија
Александар Ј. Куза је био љубавник Марије Обреновић, супруге Милоша Ј. Обреновића, син Јевремовог. Из те незаконите везе рођено је двоје деце, Александар II и Димитрије; коју су усвојили биолошки отац Александар Ј. Куза и његова супруга Елена (која није могла да рађа децу).
Куза је 1859. године ујединио кнежевину Влашку и Молдавију и тиме утро пут настанку данашње Румуније. Дана 24. децембра 1861. године прогласио је уједињење Румуније, која је требало да остане под врховном влашћу Османског царства. Седиште је требало да јој буде у Јашију, који је годину дана касније - након што су обе земље и формално уједињене - замењен Букурештом.
Куза и његов председник владе Михаил Когалничану су започели модернизацију земље и спровођење земљишне реформе по француском моделу. То је изазвало незадовољство црквених поглавара и племства, али и Русије и Османског царства. Кузини противници су хтели да пониште уједињење двеју кнежевина. За то је требало позвати једног европског кнеза на престо. Завереници из редова војске су продрли 23. фебруара 1866. године у палату и принудили кнеза на абдикацију. Наредног дана је протеран из земље.
Сада је место било слободно за наследника Карла Хоенцолерна-Зигмарингена, који је 26. марта 1866. године званично постављен за новог кнеза.
Александру Јоан Куза је умро 15. маја 1873. године у егзилу у Хајделбергу у Великом војводству Баден.